# Pantai Raja
Pantai Raja is een bestuurslaag in het regentschap Kampar van de provincie Riau, Indonesië. Pantai Raja telt 3183 inwoners (volkstelling 2010).